# 巴雷特M98B狙擊步槍
巴雷特M98B（英語：Barrett Model 98B，又稱：98 Bravo）是一款由美国槍械製造商巴雷特所研製和生產的旋转后拉式枪机式手動狙擊步槍，發射.338拉普麥格農口徑步枪子彈（.338 Lapua Mag，8.6×70毫米或8.58×70毫米）。
2008年10月，巴雷特正式公佈M98B，並且在2009年初開始銷售，其建議售價為$4,495.00。

## 歷史
巴雷特的槍械設計師於1997年開始設計巴雷特M98B，其主要目標為開發一款不建基於任何運動步槍的精確戰術型.338拉普麥格農狙擊步槍。該槍最初採用半自動結構，即是在1998年於内华达州拉斯维加斯的SHOT Show（美國著名槍展）之中展出的巴雷特M98狙擊步槍，但因為巴雷特M99狙击步枪的出現而從未投入生產。近年來，朗尼·巴雷特之子克里斯（英語：Chris Barrett）讓巴雷特開始關注和研發.338口徑步槍，並且在2009年的SHOT Show之中推出了巴雷特M98B狙擊步槍。
巴雷特M98B在2009年4月號美國槍手杂志上除了在一篇文章中登場以外，更是該號的雜誌封面。

## 設計細節
巴雷特M98B和其他巴雷特的狙擊步槍的最大分別就是採用是類似斯通纳的AR-15／M16步槍設計；以铝製鉸鏈連接上下機匣，符合人體工程學的手槍握把和由拇指直接操作的手動保險裝置都是借鑒了斯通纳的設計。

### 槍管
巴雷特M98B還裝有一根以型号4150 MIL-B-11595钢鐵製造的中至重型的槍管，全長為27英吋（685.8毫米），槍管更具有凹槽以增加散熱速度。槍管具有六條膛線，膛線纏距為254毫米（1：10英吋），旋轉方向為右旋，槍口配有螺紋安裝的雙邊兩口式圓柱型制退器，並且以內部的六边形防松螺母鎖緊。

### 槍機
槍機裝在新設計的“槍機護套”內部，由兩個已注入聚四氟乙烯的合成聚合物再以玻璃钢增強的管狀護套所組成。這兩個護套讓槍機復進時更好的保護、減少整備時上油潤滑的次數和需要、協助密封拋殼口以及以拉機柄拉動槍機的同時將污垢從拋殼口排出。而槍栓是由堅硬的碳鋼8620製造，鎖耳（英語：Lug）數量是九個（分為三組，每組三個鎖耳），並且以插銷連接到同一個槍機主機。這種獨立式槍機頭的設計使得轉換口徑時可以更簡單，尤其是為未來開發的彈藥而轉換成不同殼頭間隙的槍管和槍機頭。

### 下機匣
巴雷特M98B的下機匣是由型号7075铝製造。除了原廠設計的手槍握把以外，亦可以安裝任何種類的AR-15／M16步槍的手槍握把。下機匣裝有一個靈巧的彈匣釋放撥桿，裝置在扳機護環的前方。而扳機裝置亦是裝在步槍的下機匣，整套扳機組件可以從機匣拆下以獨立使用，並且可以專用的L形內六角扳手從內部的螺釘調節扳機扣力（2—4磅力，0.91—1.81公斤）和扳機行程。最後就是由拇指直接操作的手動保險裝置，可以從左邊轉換到右邊使用。

### 槍托
巴雷特M98B的下機匣還裝上不可或缺的骨架式槍托，並配有厚厚的Sorbothane槍托底板墊片（英語：Buttpad，通過鎖扣調整長度）、聚合物製造的托腮板，通過鎖扣及其導槽調整高度，最高高度為0.75英吋（19.05毫米）以及可調整高低的後腳架。

### 瞄準具
與各種目前流行的机枪、步枪及冲锋枪一樣，上機匣還裝上一條不間斷的全尺寸長度型MIL-STD-1913戰術導軌，而上方的導軌全長是18.125英吋（460.375毫米）。巴雷特M98B沒有內置其機械瞄具，必須利用其機匣頂部所設有的一條全長式MIL-STD-1913戰術導軌安裝日間／夜間望遠式狙擊鏡、光学瞄准镜、反射式瞄準鏡、棱鏡式瞄準鏡、夜視儀、热成像仪和／或以戰術導軌安裝的機械瞄具作為巴雷特M98B的瞄準具，亦可以使用流行的前後串連式安裝配置模式擴大瞄準具附件的加裝應用模式。此槍的護木下方的導軌還可以用以安裝哈里斯公司原廠製造的（Harris）S-BR兩腳架；另外還有兩條可拆卸的導軌是安裝在上機匣的護木的左右兩邊用於安裝對應導軌的雷射瞄準器。

## 巴雷特MRAD
巴雷特MRAD（MRAD，意為：多用途自行調應設計）是巴雷特參與美国特種作戰司令部（英語：USSOCOM）於2009年1月15日發表的精密狙擊步槍（簡稱：PSR）合同而以其巴雷特M98B為藍本開發的改進型。

## 精度
巴雷特M98B在發射1角分以下的高精度彈藥的效果如下：
- 在100码（91.44公尺，300英尺）的散布範圍為0.73英吋（18.54毫米）。[5]
- 在200码（182.88公尺，600英尺）的散布範圍為1.3英吋（33.02毫米）。
- 在800码（731.52公尺，900英尺）的散布範圍為4.05英吋（102.87毫米）。[3]

## 安全問題
2009年9月9日，巴雷特發布了關於M98B的回收通知。他們發現，如果M98B步槍不慎摔落地面或受到重大碰撞，它可能會造成走火。後來，經過修改的下機匣能夠確保使用者的安全。

## 使用國
- 印度
- 墨西哥
  - 墨西哥聯邦警察（英语：Federal Police (Mexico)）特別行動組
- 泰國
  - 泰國皇家海軍海軍特殊戰司令部（英语：Naval Special Warfare Command (Thailand)）

## 流行文化

### 电视剧
- 2001年—：2010年4月5日第8季第16集（總集數為第184集）“第8天：早上7時正至8時正”（英語：Day 8: 7:00 a.m. – 8:00 a.m.），由科爾（Cole Ortiz，佛萊迪·普林茲二世飾演）所使用。
- 2005年—：2011年5月12日第6季第22集（播出順序為第128集）“洞在心中”（The Hole in the Heart）之中，由前軍隊狙擊手、現在的連環殺手布洛斯基（Jacob Broadsky，阿諾德·沃斯盧飾演）所使用，結果誤殺了其朋友和戰友文森奈吉莫瑞。
- 2007年—《宅男特務》：
  - 2011年2月21日第4季第16集（總集數為第70集）“查克決戰偽裝”（英語：Chuck Versus the Masquerade），由凱西（John Casey，亞當·鮑德溫飾演）所使用。
  - 2011年4月18日第4季第21集（總集數為第75集）“查克決戰婚禮策劃師”（英語：Chuck Versus the Wedding Planner），由摩根（Morgan Grimes，約書亞·戈麥斯飾演）所使用。
- 2016年—《生死狙擊》第一季：於第五集由主角鮑勃·李·斯瓦格（瑞恩·菲利普飾演）所使用。

### 电子游戏
- 2011年—：命名為「M98B」，發射.338 Magnum子彈，載彈量5+1發，初始攜彈量為36發，最高攜彈量為60發，預設裝有步槍瞄準鏡（放大8倍）。單人模式中曾由主角亨利·布莱克本上士（SSgt. Henry “Black” Blackburn）於「斷頭台行動」之中使用，並且內置兩腳架。聯機模式時為「偵察兵」（Recon）的解鎖武器包武器之一，於達到146,000偵察兵分數時才能解鎖，被歸類為狙擊步槍，並可以使用機械瞄具、ACOG（放大4倍）、雷射瞄準器、兩腳架、戰術燈、光電瞄準鏡、直拉式槍機、消音器、彈道瞄準鏡（放大12倍）、反射式瞄準鏡、紅外線夜視鏡（紅外線放大1倍）、PKS-07（放大7倍）、M145（放大3.4倍）、PSO-1（放大4倍）、PKA-S、內紅點瞄準鏡。
- 2012年—《戰爭前線》：命名為“Barrett M98B”，以10發彈匣供彈，Point限時／K點永久出售，為狙擊手專用武器，可以改装枪口配件（通用消音器、狙击枪消音器、狙击枪制退器）、战术导轨配件（狙击枪双脚架、特殊狙击枪双脚架）以及瞄准镜（狙击枪5.5x瞄准镜、狙击枪4.5x中程瞄准镜、狙击枪4x短程瞄准镜、狙击槍5x快速瞄准镜），俄羅斯伺服器与歐美伺服器已實裝，中國大陸伺服器尚未實裝但已有成就。
- 2013年—：命名為「M98B」（中文版則命名為「M98B狙擊步槍」），發射.338 Lapua Magnum子彈，載彈量10+1發，初始攜彈量為44發。只於多人聯機模式登場，為「偵察兵」（Recon）的解鎖武器包武器之一，於達到34,000點狙擊步槍得分時才能解鎖，被歸類為狙击步枪，預設配備機械瞄具，並可以使用變焦視鏡（放大14倍）、腳架、ACOG（放大4倍）、斜視金屬瞄準器、直拉式槍機、反射式、雷射瞄準器、消音器、M145（放大3.4倍）、手電筒、防火帽、全像、彈道（放大40倍）、测距仪以及七件戰鬥包附件（FLIR（紅外線放大2倍）、CL6X（放大6倍）、稜鏡（放大3.4倍）、JGM-4（放大4倍）、土狼、消光器、綠點雷射瞄準器、紅外線夜視鏡（紅外線放大1倍）、眼鏡蛇、LS06消音器、PBS-4消音器、雷射／燈光組合、PKA-S、PK-A（放大3.4倍）、PKS-07（放大7倍）、PSO-1（放大4倍）、R2消音器、戰術燈、三光束雷射、HD-33、獵人（放大20倍））。
- 2015年—：资料片「背叛」（Betrayal）新增武器之一。命名為「M98B」，歸類為栓動式狙擊步槍，發射.338 Lapua Magnum子彈，載彈量10+1發，價格為$48,000，能夠由雙方專業人士（Professional）所使用，預設配備機械瞄具。可加裝各種瞄準鏡（反射、眼鏡蛇、全息瞄準鏡（放大1倍）、PKA-S（放大1倍）、Micro T1、SRS 02、Comp M4S、M145（放大3.4倍）、PO（放大3.5倍） 、ACOG（放大4倍）、PSO-1（放大4倍）、IRNV（放大1倍）、FLIR（放大2倍）、TA 648（放大6倍）、PKS-07（放大7倍）、步槍瞄準鏡（放大8倍）、獵人（放大14倍））、附加配件（傾斜式機械瞄具、傾斜式紅點鏡、戰術燈、激光瞄準器）及槍口零件（抑制器）。
- 2021年—《戰地風雲2042》：作為戰地風雲入口的武器登場。

### 輕小說
- 2014年—《刀劍神域外傳Gun Gale Online》：由WNGL小隊的其中一人所使用。

## 資料來源
1. 1 2 3 4 5 6 7 8 9 10 11 12 13 14  Barrett Model 98B （页面存档备份，存于）
2. 1 2 3 4 5  Barret Firearms Company, 98bravo.com, The Specs （页面存档备份，存于）
3. 1 2  Crane, David, New Barrett M98B .338 Lapua Magnum Bolt-Action Anti-Materiel/Sniper Rifle[], DefenseReview.com, September 28, 2008
4. ↑  Barrett Firearms Discussion Forum, What is the 98B?[永久], September 10, 2008
5. 1 2 3 4 5 6 7 8 9 10 11  Stanton L. Wormley, Jr., Innovation With A Purpose: Barrett's Model 98 Bravo （页面存档备份，存于）, American Rifleman, April 2009
6. ↑  .   [2010-07-01]. （原始内容存档于2010-02-07）.
7. ↑  Ken Lunde's 2011 SHOT Show Photos & Report 的存檔，存档日期2013-02-23.
8. ↑  Barrett Firearms, Model 98B Safety Recall Press Release （页面存档备份，存于）, September 9, 2009

## 外部連結
- （英文）—Barrett product page on the M98B
- （英文）—Barrett M98B operator's manual
- （英文）—Modern Firearms—Barrett 98 Bravo (98B) sniper rifle （页面存档备份，存于）
- （英文）—Poole, Eric, Barrett M98B .338 Lapua mag （页面存档备份，存于）, Special Weapons for Military & Police
- （英文）—Video Statistics and Shooting of the M98B from AmericanRifleman.org
- （英文）—The Firearm Blog.com—Barrett M98B .338 Lapua （页面存档备份，存于）
- （英文）—The Truth About Guns.com—Hands on with Barrett Model 98B Fieldcraft
- （英文）—Tactical-Life.com—
  - BARRETT’s M98B （页面存档备份，存于）
  - Barrett Model 98B （页面存档备份，存于）
  - Barrett M98B .338 Lapua Mag （页面存档备份，存于）
  - Barrett’s New 98B Tactical Goes Way Downrange （页面存档备份，存于）
  - Gun Test: Long-Range Accuracy with the Barrett 98B 300WM （页面存档备份，存于）
- （英文）—YouTube上的Barrett M98B
- （英文）—YouTube上的Barrett 98B Tutorial
- （英文）—YouTube上的Model 98B Product Animation
- （简体中文）—D Boy Gun World（槍炮世界）—Barrett M98B （页面存档备份，存于）